# Lista localităților din Germania - H
| Localitățile din Germania - ghid alfabetic A \| B \| C \| D \| E \| F \| G \| H \| I \| J \| K \| L \| M \| N \| O \| P \| Q \| R \| S \| T \| U \| V \| W \| X-Y \| Z Lista parțială a localităților din Germania - Ultima actualizare: 17.8.2007 |

Haag |
Haag an der Amper |
Haag i.OB |
Haale |
Haan |
Haar |
Haarbach |
Habach |
Habichtswald |
Habighorst |
Habscheid |
Haby |
Hachelbich |
Hachenburg |
Hackenheim |
Hackpfüffel |
Hadamar |
Hademstorf |
Hadenfeld |
Hadmersleben |
Hafenlohr |
Hage |
Häg-Ehrsberg |
Hagelstadt |
Hagen |
Hagen am Teutoburger Wald |
Hagen im Bremischen |
Hagen |
Hägen |
Hagenbach |
Hagenbüchach |
Hagenburg |
Hagenow |
Hagermarsch |
Hagnau am Bodensee |
Hahausen |
Hahn |
Hahn am See |
Hahn bei Marienberg |
Hahnbach |
Hahnenbach |
Hahnheim |
Hähnichen |
Hahnstätten |
Hahnweiler |
Haibach |
Haibach |
Haidmühle |
Haiger |
Haigerloch |
Haimhausen |
Haiming |
Hain |
Haina |
Haina (Kloster) |
Haina |
Hainau |
Hainburg |
Hainewalde |
Hainfeld |
Hainichen |
Hainichen |
Hainrode |
Hainrode |
Hainsfarth |
Hainspitz |
Haiterbach |
Hakeborn |
Hakenstedt |
Halbe |
Halbemond |
Halberstadt |
Halblech |
Halbs |
Haldensleben |
Haldenwang |
Haldenwang |
Halenbeck-Rohlsdorf |
Halfing |
Hallbergmoos |
Halle |
Halle (Saale) |
Halle |
Halle (Westf.) |
Hallenberg |
Hallerndorf |
Hallgarten |
Hallschlag |
Hallstadt |
Hallungen |
Halsbach |
Halsbrücke |
Halsdorf |
Halsenbach |
Halstenbek |
Haltern am See |
Halver |
Halvesbostel |
Hambach |
Hamberge |
Hambergen |
Hambrücken |
Hambuch |
Hambühren |
Hamburg |
Hamdorf |
Hämelhausen |
Hameln |
Hamersen |
Hämerten |
Hamfelde |
Hamfelde |
Hamm |
Hamm (Sieg) |
Hamm am Rhein |
Hamm |
Hamma |
Hammah |
Hammelburg |
Hammer a.d. Uecker |
Hammerbrücke |
Hammersbach |
Hammerstedt |
Hammerstein |
Hamminkeln |
Hammoor |
Hamwarde |
Hamweddel |
Hanau |
Handeloh |
Handewitt |
Handorf |
Handrup |
Hanerau-Hademarschen |
Hangen-Weisheim |
Hanhofen |
Hankensbüttel |
Hann. Münden |
Hannover |
Hanroth |
Hanshagen |
Hanshagen |
Hanstedt |
Hanstedt |
Hanum |
Happurg |
Harbach |
Harbarnsen |
Harbke |
Harburg (Schwaben) |
Hardebek |
Hardegsen |
Hardert |
Hardheim |
Hardisleben |
Hardt |
Hardt (Westerwald) |
Hardthausen am Kocher |
Haren (Ems) |
Hargarten |
Hargesheim |
Harkerode |
Harmsdorf |
Harmsdorf |
Harmstorf |
Harpstedt |
Harra |
Harrislee |
Harschbach |
Harscheid |
Harsdorf |
Harsefeld |
Harsewinkel |
Harsleben |
Harspelt |
Harsum |
Hartenfels |
Hartenholm |
Hartenstein |
Hartenstein |
Hartha |
Harthausen |
Hartheim |
Harth-Pöllnitz |
Härtlingen |
Hartmannsdorf |
Hartmannsdorf |
Hartmannsdorf |
Hartmannsdorf bei Kirchberg |
Hartmannsdorf-Reichenau |
Harxheim |
Harzgerode |
Harzungen |
Hasbergen |
Hasborn |
Haschbach am Remigiusberg |
Hasel |
Haselau |
Haselbach |
Haselbach |
Haselbachtal |
Haseldorf |
Haselund |
Haselünne |
Hasenkrug |
Hasenmoor |
Haserich |
Haslach im Kinzigtal |
Hasloch |
Hasloh |
Haßbergen |
Hassel  |
Hassel (Weser) |
Hasselbach  |
Hasselbach |
Hasselberg |
Hasselfelde |
Hasselroth |
Hassendorf |
Haßfurt |
Haßleben |
Haßloch |
Haßmersheim |
Haßmoor |
Haste |
Hatten |
Hattenhofen |
Hattenhofen |
Hattersheim am Main |
Hattert |
Hattgenstein |
Hattingen |
Hattorf am Harz |
Hattstedt |
Hattstedtermarsch |
Hatzenbühl |
Hatzenport |
Hatzfeld (Eder) |
Hauenstein |
Haundorf |
Hauneck |
Haunetal |
Haunsheim |
Hauptstuhl |
Hauroth |
Hausach |
Hausbay |
Hausen |
Hausen |
Hausen |
Hausen |
Hausen |
Hausen |
Hausen (Wied) |
Hausen am Bussen |
Hausen am Tann |
Hausen b.Würzburg |
Hausen im Wiesental |
Hausen ob Verena |
Häusern |
Hausham |
Häuslingen |
Hausneindorf |
Haussömmern |
Hausten |
Hausweiler |
Hauteroda |
Hauzenberg |
Havekost |
Havelaue |
Havelberg |
Havelsee |
Haverlah |
Havetoft |
Havetoftloit |
Havixbeck |
Hawangen |
Hayingen |
Hayn (Harz) |
Haynrode |
Haynsburg |
Hebertsfelden |
Hebertshausen |
Hechingen |
Hechthausen |
Heckelberg-Brunow |
Hecken |
Heckenbach |
Heckenmünster |
Heckhuscheid |
Hecklingen |
Heddert |
Heddesbach |
Heddesheim |
Hedeper |
Hedersleben |
Hedersleben |
Hedwigenkoog |
Heede |
Heede |
Heek |
Heemsen |
Heere |
Heeren |
Heerstedt |
Heeslingen |
Heeßen |
Hefersweiler |
Hehlen |
Heichelheim |
Heide |
Heideblick |
Heideck |
Heidegrund |
Heidekamp |
Heideland |
Heideland |
Heidelberg |
Heiden |
Heidenau |
Heidenau |
Heidenburg |
Heidenheim |
Heidenheim an der Brenz |
Heidenrod |
Heidersdorf |
Heidesee |
Heidesheim am Rhein |
Heidgraben |
Heidmoor |
Heidmühlen |
Heidweiler |
Heigenbrücken |
Heikendorf |
Heilbach |
Heilbad Heiligenstadt |
Heilberscheid |
Heilbronn |
Heilenbach |
Heiligenberg |
Heiligenfelde |
Heiligengrabe |
Heiligenhafen |
Heiligenhaus |
Heiligenmoschel |
Heiligenroth |
Heiligenstadt in Oberfranken |
Heiligenstedten |
Heiligenstedtenerkamp |
Heiligenthal |
Heiligkreuzsteinach |
Heilingen |
Heilsbronn |
Heilshoop |
Heimbach |
Heimbach |
Heimborn |
Heimbuchenthal |
Heimburg |
Heimenkirch |
Heimertingen |
Heimsheim |
Heimweiler |
Heinade |
Heinbockel |
Heinersbrück |
Heinersreuth |
Heiningen |
Heiningen |
Heinkenborstel |
Heinrichsberg |
Heinrichsruh |
Heinrichsthal |
Heinrichswalde |
Heinsberg |
Heinsdorfergrund |
Heinsen |
Heinzenbach |
Heinzenberg |
Heinzenhausen |
Heisdorf |
Heist |
Heistenbach |
Heitersheim |
Helbedündorf |
Helbra |
Heldenstein |
Heldrungen |
Helferskirchen |
Helgoland |
Hellenhahn-Schellenberg |
Hellenthal |
Hellertshausen |
Hellingen |
Hellschen-Heringsand-Unterschaar |
Hellwege |
Helmbrechts |
Helmenzen |
Helmeroth |
Helmsdorf |
Helmstadt |
Helmstadt-Bargen |
Helmstedt |
Helmstorf |
Helpsen |
Helpt |
Helsa |
Helse |
Heltersberg |
Helvesiek |
Hemau |
Hemdingen |
Hemer |
Hemhofen |
Hemleben |
Hemme |
Hemmelzen |
Hemmersheim |
Hemmingen |
Hemmingen |
Hemmingstedt |
Hemmoor |
Hemsbach |
Hemsbünde |
Hemslingen |
Hemsloh |
Hemstedt |
Henau |
Hendungen |
Henfenfeld |
Henfstädt |
Hengersberg |
Henneberg |
Hennef (Sieg) |
Hennigsdorf |
Henningen |
Hennstedt |
Hennstedt |
Hennweiler |
Henschleben |
Henschtal |
Henstedt-Ulzburg |
Hentern |
Hepberg |
Heppenheim (Bergstraße) |
Hepstedt |
Herbertingen |
Herbolzheim |
Herborn |
Herborn |
Herbrechtingen |
Herbsleben |
Herbstadt |
Herbstein |
Herbstmühle |
Herchweiler |
Herdecke |
Herdorf |
Herdwangen-Schönach |
Heretsried |
Herford |
Herforst |
Hergatz |
Hergenfeld |
Hergenroth |
Hergensweiler |
Hergersweiler |
Hergisdorf |
Heringen (Werra) |
Heringen/Helme |
Heringsdorf |
Heringsdorf |
Herl |
Herleshausen |
Hermannsburg |
Hermaringen |
Hermerode |
Hermersberg |
Hermeskeil |
Hermsdorf |
Hermsdorf |
Hermsdorf |
Hermsdorf/Erzgeb. |
Herne |
Herold |
Heroldishausen |
Heroldsbach |
Heroldsberg |
Heroldstatt |
Herpf |
Herrenberg |
Herrengosserstedt |
Herrenhof |
Herren-Sulzbach |
Herresbach |
Herrieden |
Herrischried |
Herrmannsacker |
Herrngiersdorf |
Herrnhut |
Herrnschwende |
Herrsching am Ammersee |
Herrstein |
Hersbruck |
Herschbach (Oberwesterwald) |
Herschbach |
Herschberg |
Herschbroich |
Herschdorf |
Herscheid |
Herschweiler-Pettersheim |
Hersdorf |
Herten |
Herxheim am Berg |
Herxheim bei Landau/Pfalz |
Herxheimweyher |
Herzberg (Elster) |
Herzberg (Mark) |
Herzberg |
Herzberg am Harz |
Herzebrock-Clarholz |
Herzfeld |
Herzhorn |
Herzlake |
Herzogenaurach |
Herzogenrath |
Hesel |
Hespe |
Heßdorf |
Hesseneck |
Heßheim |
Hessigheim |
Hessisch Lichtenau |
Hessisch Oldendorf |
Heßles |
Hesweiler |
Heteborn |
Hetlingen |
Hetschburg |
Hettenhausen |
Hettenleidelheim |
Hettenrodt |
Hettenshausen |
Hettingen |
Hettstadt |
Hettstedt |
Hetzerath |
Hetzles |
Heubach |
Heuchelheim |
Heuchelheim bei Frankenthal |
Heuchelheim-Klingen |
Heuchlingen |
Heuckewalde |
Heudeber |
Heuerßen |
Heukewalde |
Heupelzen |
Heusenstamm |
Heustreu |
Heusweiler |
Heuthen |
Heuweiler |
Heuzert |
Heyen |
Heyerode |
Heyersdorf |
Heygendorf |
Hiddenhausen |
Insel Hiddensee |
Hilbersdorf |
Hilbersdorf |
Hilchenbach |
Hildburghausen |
Hildebrandshausen |
Hilden |
Hilders |
Hildesheim |
Hildrizhausen |
Hilgenroth |
Hilgermissen |
Hilgert |
Hilgertshausen-Tandern |
Hilkenbrook |
Hille |
Hillerse |
Hillersleben |
Hillesheim |
Hillesheim |
Hillgroven |
Hillscheid |
Hilpoltstein |
Hilscheid |
Hilst |
Hiltenfingen |
Hilter am Teutoburger Wald |
Hiltpoltstein |
Hilzingen |
Himbergen |
Himmelkron |
Himmelpforten |
Himmelstadt |
Himmighofen |
Hindenburg |
Hingstheide |
Hinrichshagen |
Hinrichshagen |
Hinsdorf |
Hinte |
Hinterschmiding |
Hintersee |
Hintertiefenbach |
Hinterweidenthal |
Hinterweiler |
Hinterzarten |
Hinzenburg |
Hinzert-Pölert |
Hinzweiler |
Hipstedt |
Hirschaid |
Hirschau |
Hirschbach |
Hirschberg |
Hirschberg |
Hirschberg an der Bergstraße |
Hirschfeld |
Hirschfeld (Hunsrück) |
Hirschfeld |
Hirschfeld |
Hirschhorn/Pfalz |
Hirschhorn (Neckar) |
Hirschroda |
Hirschstein |
Hirschthal |
Hirten |
Hirz-Maulsbach |
Hisel |
Hittbergen |
Hitzacker (Elbe) |
Hitzhofen |
Hitzhusen |
Hobeck |
Höchberg |
Hochborn |
Hochdonn |
Hochdorf |
Hochdorf |
Hochdorf-Assenheim |
Höchenschwand |
Hochheim |
Hochheim am Main |
Höchheim |
Hochkirch |
Hochscheid |
Hochspeyer |
Höchst i. Odw. |
Hochstadt (Pfalz) |
Hochstadt am Main |
Höchstadt a.d.Aisch |
Höchstädt an der Donau |
Höchstädt i.Fichtelgebirge |
Hochstätten |
Höchstberg |
Höchstenbach |
Hochstetten-Dhaun |
Höckendorf |
Hockenheim |
Hockweiler |
Hodenhagen |
Hödingen |
Hodorf |
Hof |
Hof |
Hofbieber |
Höfen an der Enz |
Höfer |
Hoffeld |
Hoffeld |
Hofgeismar |
Hofheim am Taunus |
Hofheim i. UFr. |
Hofkirchen  |
Hofstetten |
Hofstetten |
Högel |
Högersdorf |
Högsdorf |
Höhbeck |
Hohberg |
Hohburg |
Höheinöd |
Höheischweiler |
Hohenahr |
Hohenaltheim |
Hohenaspe |
Hohenau |
Hohenberg a.d.Eger |
Hohenberg-Krusemark |
Hohenbocka |
Hohenbollentin |
Hohenbrunn |
Hohenbucko |
Hohenburg |
Hohen Demzin |
Hohendodeleben |
Hohendorf |
Hohendubrau |
Hohenfelde |
Hohenfelde |
Hohenfelde |
Hohenfelde |
Hohenfelden |
Hohenfels |
Hohenfels |
Hohenfels-Essingen |
Hohenfinow |
Hohenfurch |
Hohengandern |
Hohengöhren |
Hohenhameln |
Hohenhorn |
Hohenkammer |
Hohenkirchen |
Hohenkirchen |
Höhenkirchen-Siegertsbrunn |
Höhenland |
Hohenleimbach |
Hohenleipisch |
Hohenlepte |
Hohenleuben |
Hohenlinden |
Hohenlockstedt |
Hohenmocker |
Hohenmölsen |
Hohen Neuendorf |
Hohenöllen |
Hohenölsen |
Hohenpeißenberg |
Hohenpolding |
Hohen Pritz |
Hohenroda |
Hohenroth |
Hohensaaten |
Hohenselchow-Groß Pinnow |
Hohen Sprenz |
Hohenstadt |
Hohenstein |
Hohenstein |
Hohenstein |
Hohenstein-Ernstthal |
Hohen-Sülzen |
Hohentengen |
Hohentengen am Hochrhein |
Hohenthann |
Hohenthurm |
Hohentramm |
Hohen Viecheln |
Hohen Wangelin |
Hohenwarsleben |
Hohenwart |
Hohenwarte |
Hohenwarth  |
Hohenwarthe |
Hohenwestedt |
Hohenwulsch |
Hohenzieritz |
Hohes Kreuz |
Höhfröschen |
Hohlstedt |
Hohn |
Höhn |
Hohndorf |
Höhndorf |
Hohne |
Hohnhorst |
Höhnstedt |
Hohnstein |
Hohnstorf (Elbe) |
Höhr-Grenzhausen |
Hohwacht (Ostsee) |
Hohwald |
Hoisdorf |
Holdenstedt |
Holdorf |
Holdorf |
Holenberg |
Holldorf |
Holle |
Hollen |
Hollenbach |
Hollenbek |
Hollenstedt |
Holler |
Hollern-Twielenfleth |
Hollfeld |
Hollingstedt |
Hollingstedt |
Hollnich |
Hollnseth |
Hollstadt |
Holm |
Holm |
Holste |
Holstenniendorf |
Holsthum |
Holt |
Holtgast |
Holthusen |
Holtland |
Holtsee |
Holungen |
Holzappel |
Holzbach |
Holzbunge |
Holzdorf |
Holzen |
Holzerath |
Holzgerlingen |
Holzgünz |
Holzhausen |
Holzhausen an der Haide |
Holzheim |
Holzheim |
Holzheim |
Holzheim |
Holzheim a.Forst |
Holzkirch |
Holzkirchen |
Holzkirchen |
Holzmaden |
Holzminden |
Holzsußra |
Holzwickede |
Homberg |
Homberg (Efze) |
Homberg (Ohm) |
Homberg |
Hömberg |
Hommerdingen |
Honerath |
Honigsee |
Hönningen |
Hontheim |
Hooge |
Hoogstede |
Hoort |
Hopferau |
Hopfgarten |
Höpfingen |
Hoppegarten |
Hoppenrade |
Hoppstädten |
Hoppstädten-Weiersbach |
Hopsten |
Horath |
Horb am Neckar |
Horbach |
Horbach |
Horbach |
Horben |
Horbruch |
Horburg-Maßlau |
Hörden am Harz |
Hördt |
Horgau |
Horgenzell |
Hörgertshausen |
Horhausen |
Horhausen (Westerwald) |
Höringen |
Horka |
Hormersdorf |
Horn |
Hornbach |
Horn-Bad Meinberg |
Hornbek |
Hornberg |
Hornburg |
Hornburg |
Horneburg |
Hornhausen |
Hornow-Wadelsdorf |
Hornsömmern |
Hornstorf |
Hörnum (Sylt) |
Horperath |
Horrweiler |
Horschbach |
Hörscheid |
Hörschhausen |
Hörselberg |
Hörselgau |
Hörsingen |
Horst (Holstein) |
Horst |
Horst |
Horstdorf |
Horstedt |
Horstedt |
Hörstel |
Hörsten |
Horstmar |
Hörup |
Hösbach |
Hosenfeld |
Höslwang |
Hoßkirch |
Hosten |
Hötensleben |
Hottelstedt |
Hottenbach |
Hottendorf |
Höttingen |
Hövede |
Hövelhof |
Hövels |
Höwisch |
Höxter|
Hoya |
Hoyerhagen |
Hoyershausen |
Hoyerswerda |
Hoym |
Hübingen |
Hübitz |
Hüblingen |
Hückelhoven |
Hückeswagen |
Hude |
Hude (Oldenburg) |
Hüde |
Hüffelsheim |
Hüffenhardt |
Hüffler |
Hüfingen |
Hügelsheim |
Huglfing |
Hugoldsdorf |
Huisheim |
Huje |
Hülben |
Hüllhorst |
Hülseburg |
Hülsede |
Hümmel |
Hummelfeld |
Hummelshain |
Hummeltal |
Hümmerich |
Hümpfershausen |
Humptrup |
Hundeluft |
Hunderdorf |
Hundeshagen |
Hundhaupten |
Hunding |
Hundsangen |
Hundsbach |
Hundsdorf |
Hünfeld |
Hünfelden |
Hungen |
Hungenroth |
Hünstetten |
Hünxe |
Hunzel |
Hupperath |
Hurlach |
Hürtgenwald |
Hürth |
Hürup |
Husby |
Hüsby |
Hüselitz |
Husum |
Husum |
Hütschenhausen |
Hüttblek |
Hütten |
Hütten |
Hüttenberg |
Hüttenrode |
Hütterscheid |
Hutthurm |
Hüttingen an der Kyll |
Hüttingen bei Lahr |
Hüttisheim |
Hüttlingen |
Hüven |
Huy |